# Нестеренки (Роменський район)
Несте́ренки — село в Україні, у Синівській сільській громаді Роменського району Сумської області. Населення становить 10 осіб. Колишній орган місцевого самоврядування — Саївська сільська рада.
Після ліквідації Липоводолинського району 19 липня 2020 року село увійшло до Роменського району.

## Географія
Село Нестеренки розташована за 2.5 км від правого берега річки Грунь. На відстані 1 км розташовані села Саї, Карпці та Гришки.
Селом протікає річка Созаниха, права притока Груні.

## Населення

### Мова
Розподіл населення за рідною мовою за даними перепису 2001 року:
| Мова       | Кількість | Відсоток |
| ---------- | --------- | -------- |
| українська | 343       | 92.95%   |
| російська  | 25        | 6.78%    |
| угорська   | 1         | 0.27%    |
| Усього     | 369       | 100%     |

## Історія
- Село постраждало внаслідок геноциду українського народу, проведеного урядом СРСР 1923—1933 та 1946–1947 роках.